# إيريك شيسون
إيريك شيسون (بالإنجليزية: Eric Chaisson)‏ (ولد في 26 أكتوبر 1946 في لويل، ماساتشوستس) هو عالم فيزياء فلكية أمريكي اشتهر ببحوثه وتدريسه وكتابه في العلوم متعددة التخصصات للتطور الكوني. يشتهر أيضًا بملاحظاته التلسكوبية للسحب بين النجوم والسدم المنبعث من مجرة درب التبانة، ومحاولته العملية لتوحيد علوم التعقيد باستخدام المفهوم التقني لكثافة معدل الطاقة، وقيادته العالمية في تحسين تعليم العلوم على الصعيدين الوطني والدولي. يجري أبحاثًا في مركز هارفارد سميثسونيان للفيزياء الفلكية ويدرس العلوم الطبيعية في جامعة هارفارد.